# Лубья
Лу́бья (в черте Санкт-Петербурга — Лу́ппа) — левый приток Охты, впадает в неё в 8 км от устья. Длина реки — 26 км. Ширина водоохранной зоны — 100 метров.

## История
Впервые упоминается в 1500 году в Писцовой книге Водской пятины, как река Лубна («Деревня Лубляна на речке Лубне») в Келтушском погосте.
Гидроним Лубна встречается и в современной картографии: Лубна (приток Дона), Лубна (приток Цона) и Лубенка (приток Луги) (до начала XX века — Лубена).
Своё современное имя — Лубья, река получила в 1792 году, благодаря курьёзным обстоятельствам. Российский картограф А. М. Вильбрехт, когда создавал свою небезызвестную «Карту окружности Ст.-Петербурга» в русском варианте карты вернул ей вариант старинного, известного ещё по Писцовой книге имени — Лупна, а во французской копии той же карты допустил ошибку и обозначил реку — Loubya (Лубья), перенеся на реку название стоявшей на ней деревни Лубья. Название закрепилось и существует до сих пор.
В русском языке словом «лубья» псковские рыбаки называли лубяной шалаш на льду или небольшой домик на полозьях для зимней рыбалки.
Топоним Лубья был довольно распространённым в этих местах в XVII веке. Так, на карте Нотебургского лена, начерченной с оригинала первой трети XVII века, вдоль течения реки обозначены две деревни Лубья, а на карте Ингерманландии 1676 года — три деревни с названием Лубья. Топоним Лубья упоминается и в более ранних писцовых книгах Шелонской пятины 1539 года, как деревня Лубья на реке Шелони, в Свинорецком погосте Новгородского уезда.
Кроме того, существует версия, что Лубья, это искажённое ижорское «лупью» — заваленная деревом река («существует более правильный с точки зрения ижорского языка вариант — лубья»). С другой стороны, историк и исследователь петербургского фольклора Н. А. Синдаловский в книге «Легенды и мифы Санкт-Петербурга» приводит народную этимологию — от стоявшей, по легенде, в верховьях реки мельницы некоей Любы (Лубы).
В XVI—XVIII веках в месте пересечения реки Лубьи нынешним Колтушским шоссе (где и сейчас существует плотина) находилось селение швед. Lubiaby (деревня Лубия) — 1580 г., оно же швед. Lubia (Лубия) — 1676 г., оно же швед. Lubia Qvarn (Лубия мельница) — 1699 г., оно же швед. Lubbia (Луббия) — 1699 г., оно же Лубика Мельница — 1705 г., оно же деревня Лубья — 1774 год.
Сама же река на картах XVI—XVIII веков обозначалась как Малая Охта, либо оставалась безымянной и лишь в 1790—1792 годах впервые упоминается, как Лубья.
Встречались так же варианты: Любья, Лубия, Лупна, Лупня, а для принятого в низовьях реки наименования Луппа существовал свой вариант — Лупа.
Кроме того, в XIX веке использовались названия: Пороховая, Голубная, Глубиная и Глубная.
После Лубьи, название Малая Охта некоторое время применялось к реке Оккервиль.

## Географические сведения
Исток из озера 1-е Ждановское (Симоново) во Всеволожском районе. Длина 26 км, ширина 5—18 м, ширина перед плотиной 50—60 м, глубина 0,4—1 м, в половодье — до 3 м; площадь водосборного бассейна — 173 км². Ширина водоохранной зоны — 100 м, в том числе ширина прибрежной полосы от 15 м до 100 м.
Протекает через микрорайоны города Всеволожска: Мельничный Ручей, Всеволожск, Бернгардовка, Приютино, Ковалёво; затем через земли Ржевского артиллерийского полигона; в черте Санкт-Петербурга — через Ржевку.
Основные притоки:
- Левые: река Зиньковка (в XVIII веке называлась — Марзажай[34], в XIX веке — ручей Смольной[35]), Смольный ручей (место впадения — Приютино), река Лапка (через канализационный коллектор)
- Правые: Горелый ручей, Генеральный (Генеральский) ручей (в XIX веке назывался — река Пороховая[22]), Мельничный ручей, Блудненский ручей и несколько более мелких безымянных ручьёв
- Пересохшие: Глиняный ручей, ручей Полторацкого[36]

Основное течение реки Лубья, начинается на восточной окраине г. Всеволожска около дома № 115 по ул. Комсомола — там, где в протекающую с юга на север Лубью впадает текущий с севера на юг Мельничный ручей — правый приток, давший наименование одноимённой станции и району города.
Мельничный ручей вытекает из болот восточнее Большого (Круглого) озера, пересекает Дорогу жизни в районе Магнитной станции, затем пересекает коттеджный посёлок «Румболово». В своём течении далее на юг, является естественной границей между микрорайонами Отрада и Хутор Ракси и впадает в Лубью в микрорайоне Мельничный Ручей.
Большое (Круглое) озеро в середине XIX века было соединено длинной, прямой траншеей с Мельничным ручьём. Во время половодья оно становится истоком Мельничного ручья. Иногда исток Мельничного ручья ошибочно называют истоком реки Лубья; путаницу вносит дорожный указатель на мосту через Мельничный ручей по Пушкинской улице, на котором указана река Лубья.
Лубья огибает восточную окраину Всеволожска, являясь естественной границей города. В конце Торгового проспекта в Лубью впадает Блудненский ручей. Когда-то он вытекал из Блудненского озера (Ландо-ярви), расположенного в Блудненском болоте. В период между 1863 и 1885 годами, ручей был спрямлён и стал частью осушительной системы. После мелиорационных работ в период освоения Нечерноземья 1970—1980-х годов, болото и озеро исчезли, и ручей теперь представляет собой, ведущую с полей периодически пересыхающую осушительную траншею.
Свой исток река Лубья берёт из расположенного южнее Всеволожска, 1-го Ждановского (Симонова) озера. На сегодняшний день, это самое длинное, никогда не пересыхающее русло реки.
Из 2-го Ждановского (Андронова) озера, так же есть исток, соединяющийся с основным руслом, северо-восточней пансионата «Лесной воздух», но более короткий и пересыхающий.
Ранее, до мелиорационных работ в Блудненском болоте, исток Лубьи находился южнее, в районе 4-го Лесного (Глухого) озера, на так называемых «покосах Полторацкого», что хорошо видно на старых картах, причём эта часть реки обозначалась, как ручей Полторацкого, ныне пересохший, а одна из карт прямо указывает это озеро в качестве истока.

## Галерея

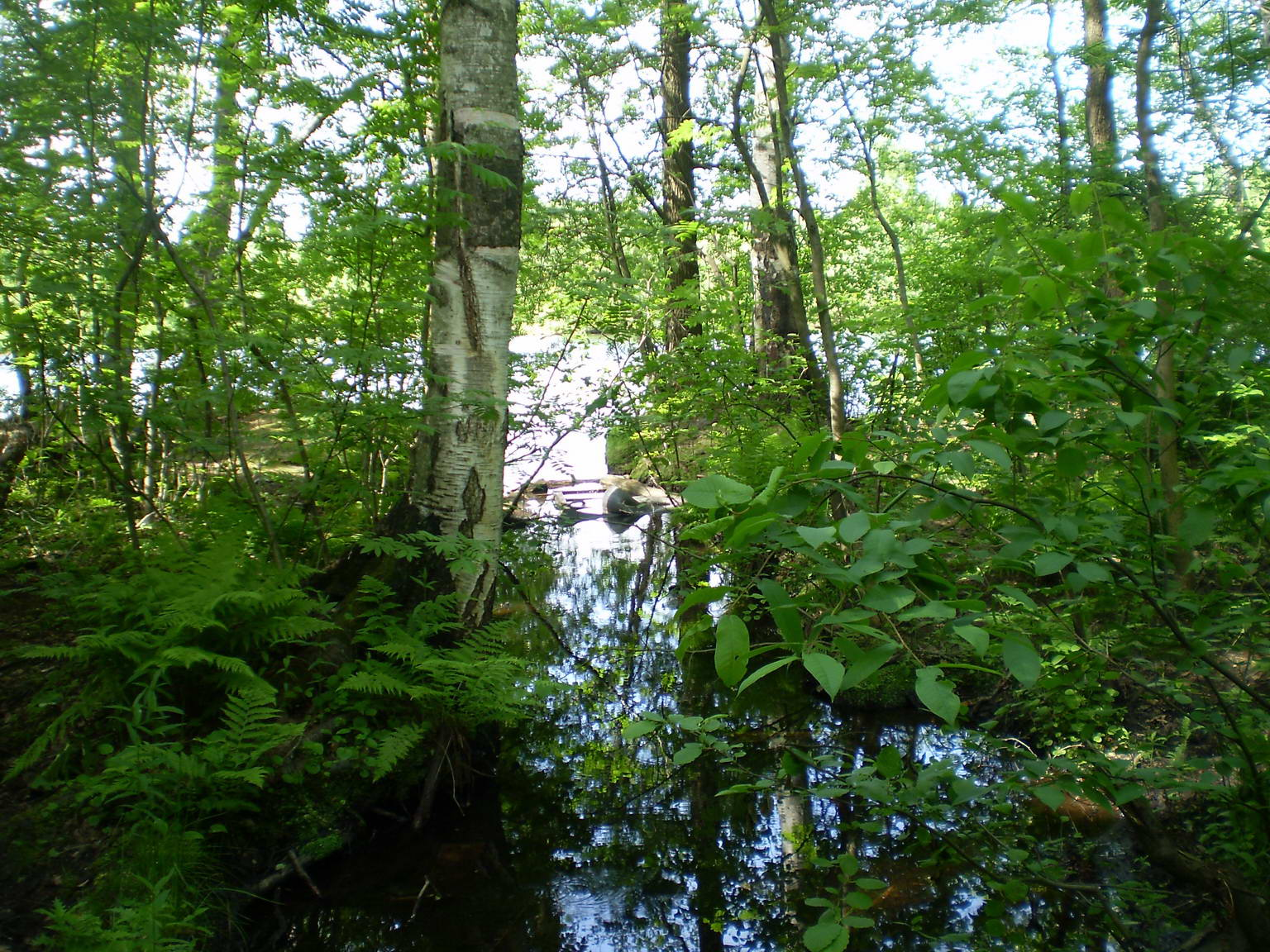
Исток реки Лубья
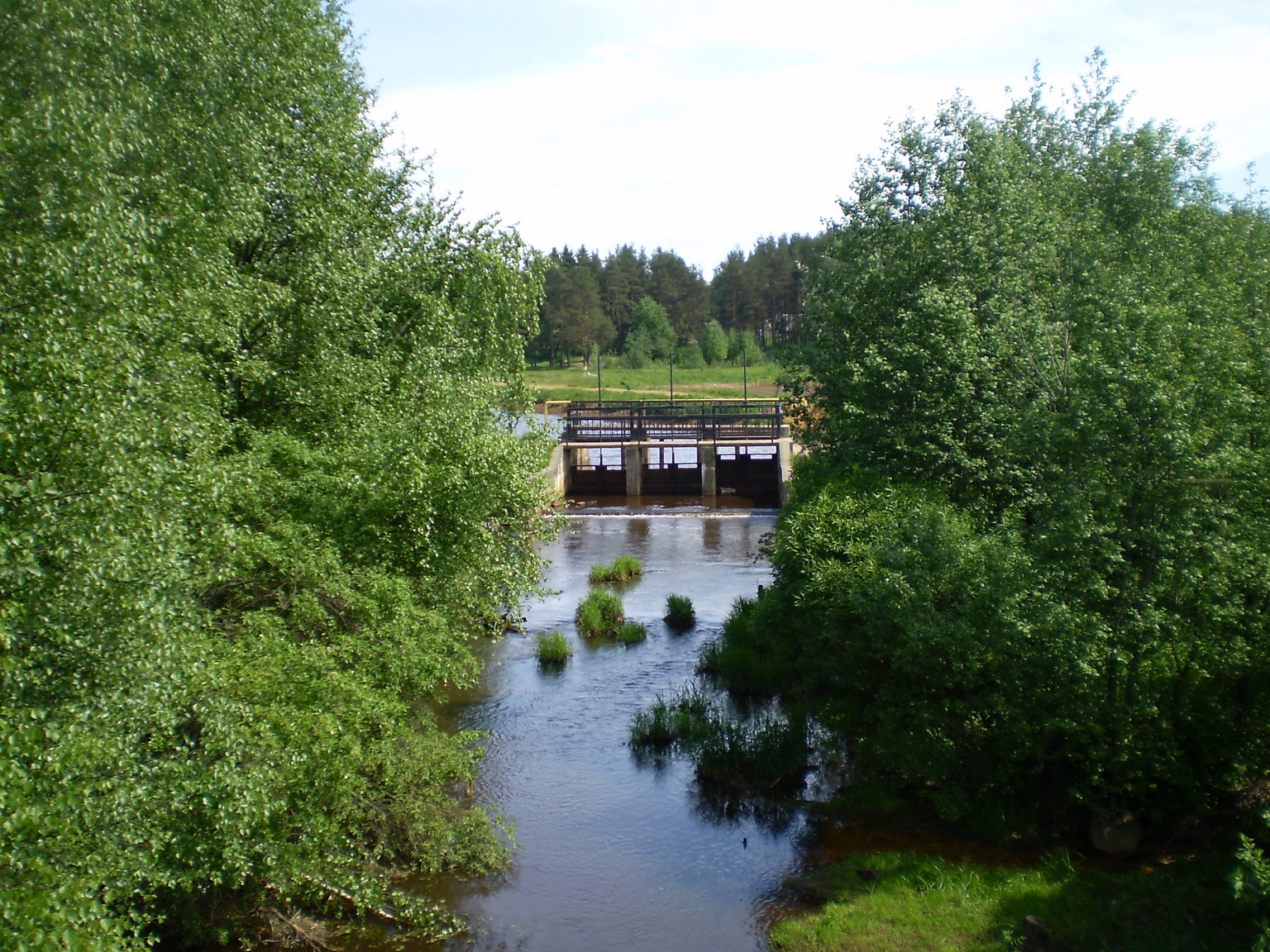
Плотина на реке Лубья
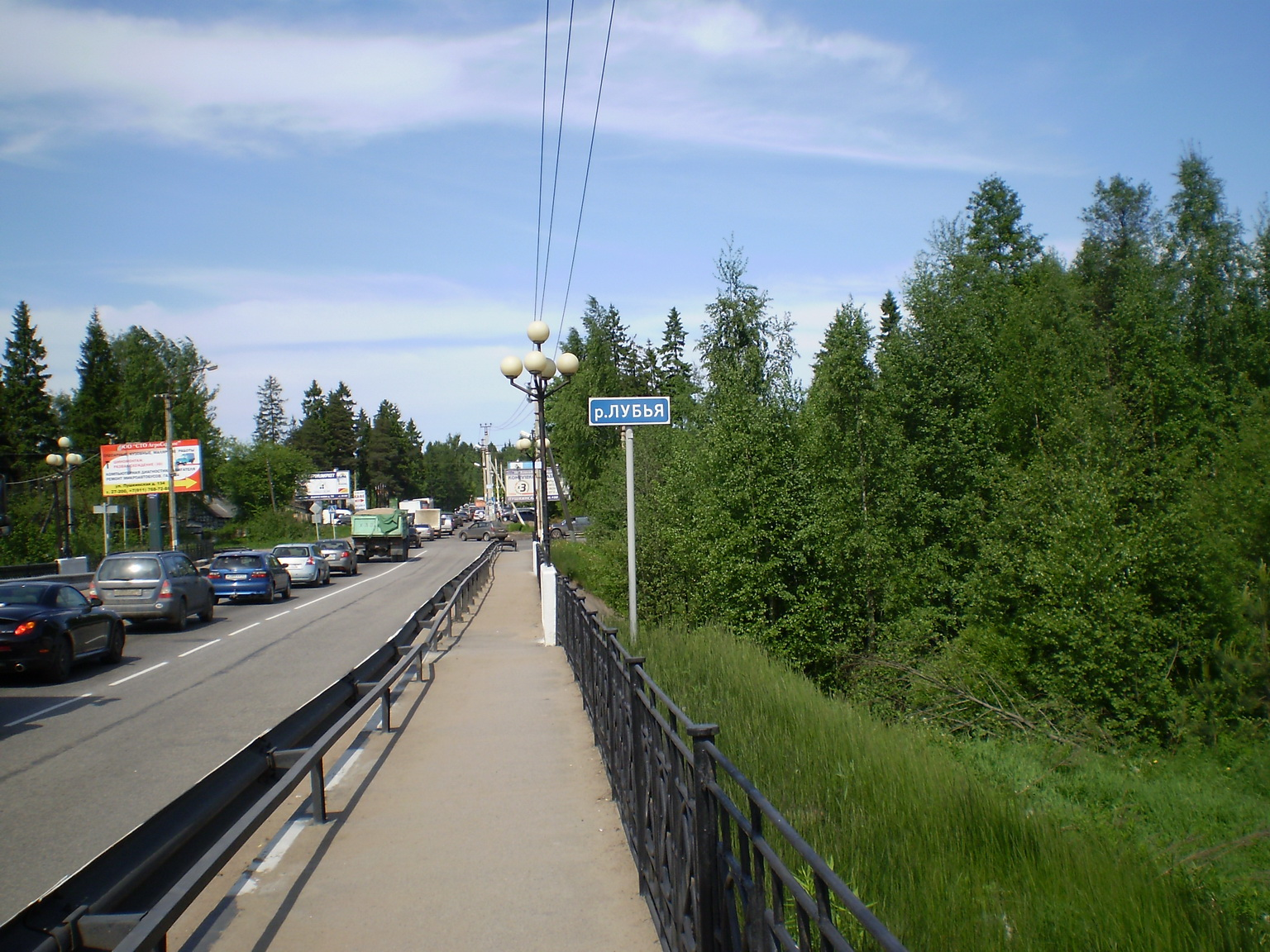
Мост через Лубью по Колтушскому шоссе
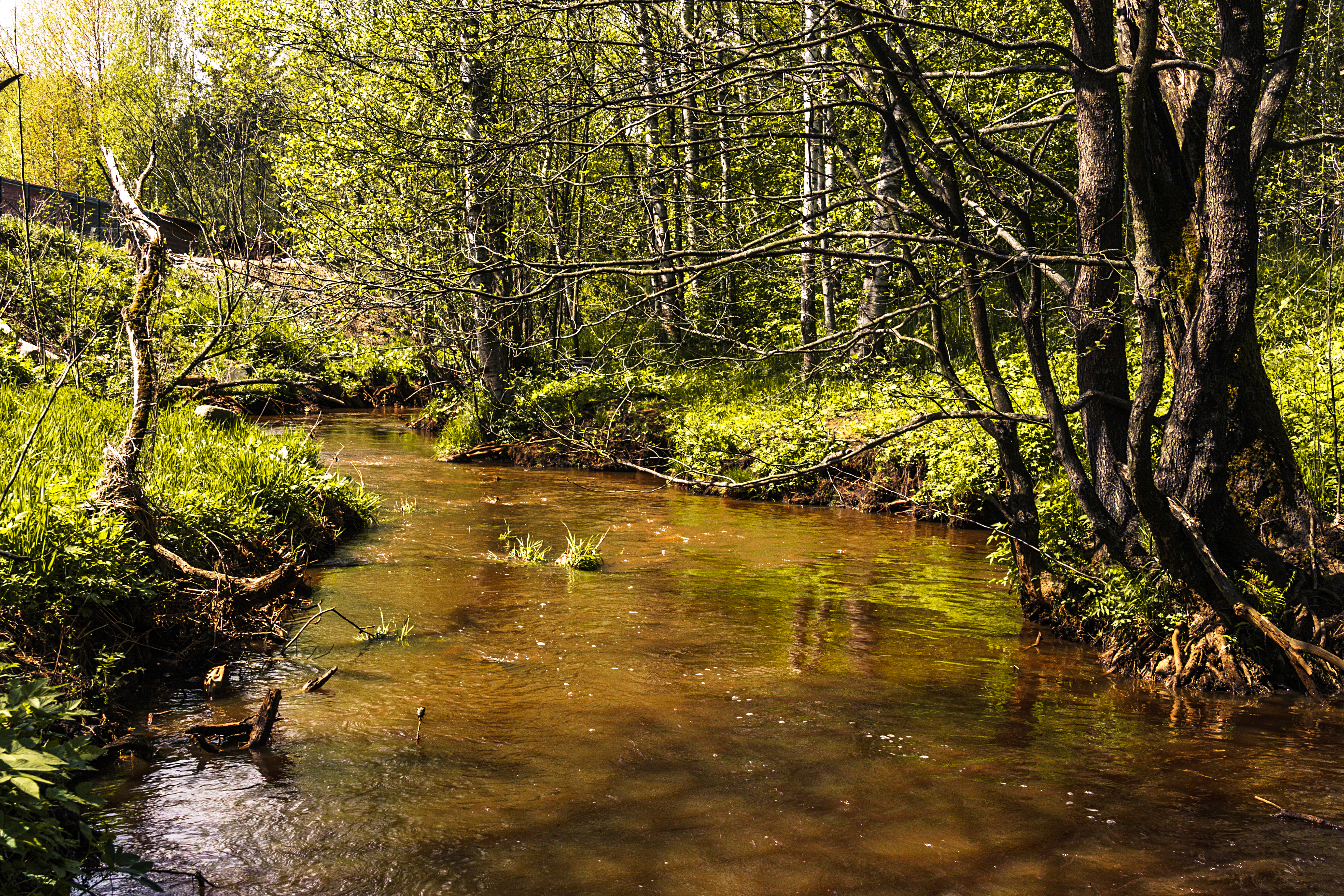
Река Лубья в парке Кенша
Река Лубья в парке Софиевка
Советский мост в Бернгардовке
Изгиб реки Лубьи в Ковалёвском лесу
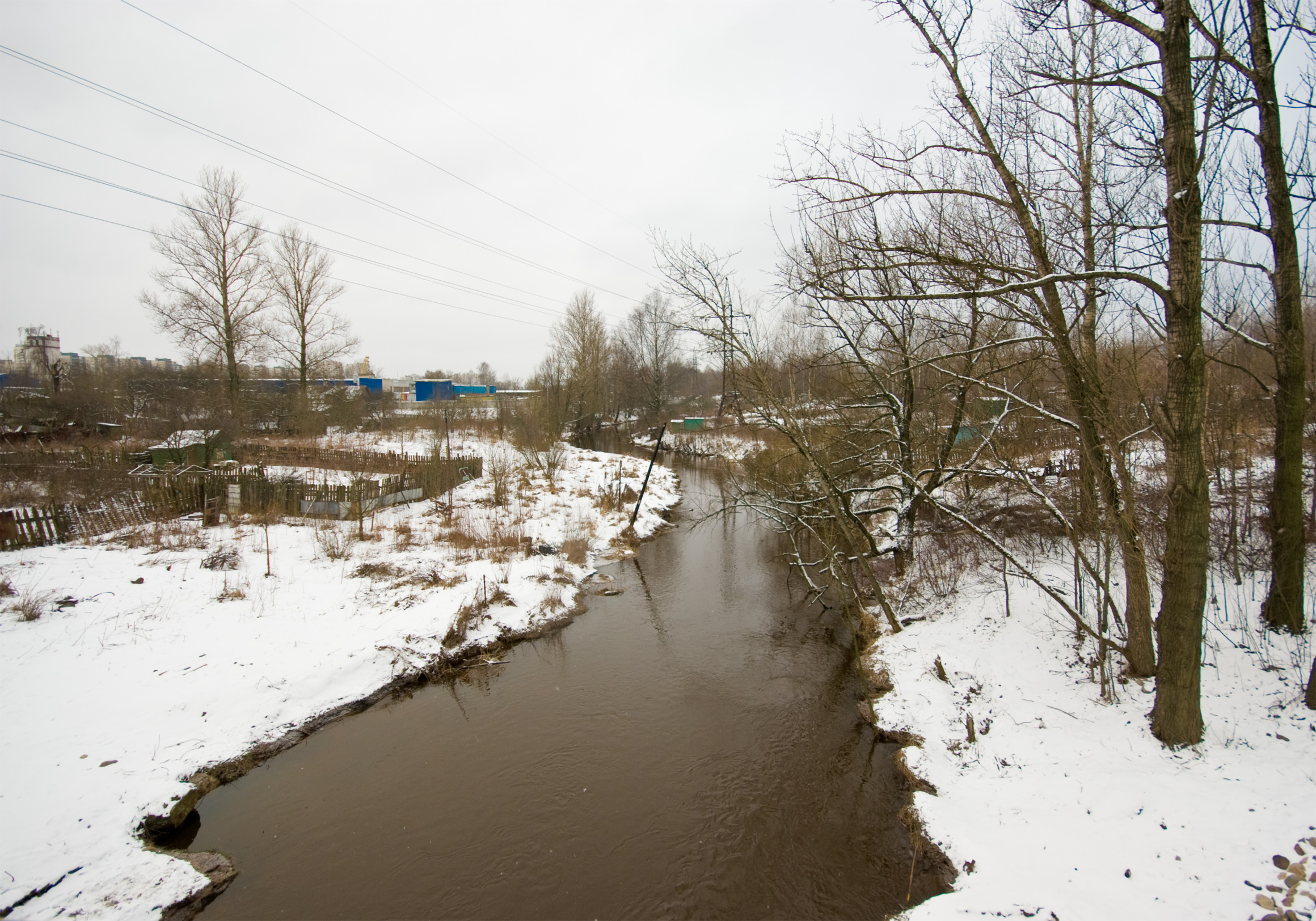
Вид с Колтушского моста

## Мосты через Лубью (от истока к устью)
- Мост по пр. Грибоедова у 2-го Ждановского озера.
- Мост по пр. Грибоедова у пансионата «Лесной воздух».
- Мост по Южному шоссе.
- Мост по пр. Грибоедова у ст. Мельничный Ручей, построен в 1968 году взамен деревянного.
- Мост по Колтушскому шоссе, три полосы.
- Мост по Всеволожскому проспекту.
- Железнодорожный мост у платформы Бернгардовка.
- Мост по Христиновскому проспекту.
- Советский мост на Советской улице в Бернгардовке. Перестроен в 1960-х в связи со спрямлением и расширением улицы. Ширина — ок. 15 м. В 50 м от моста — предполагаемое место гибели поэта Николая Гумилёва.
- Железнодорожный мост, между Дорогой жизни и 4-й линией.
- Мост по Дороге Жизни. Две полосы в каждую сторону[47].
- Мост на Ржевском артиллерийском полигоне.
- Окраинный мост (быв. 9-й Лупповский) — по Рябовскому шоссе вблизи Окраинной улицы.
- Поселковый мост — по Поселковой улице. Название присвоено в 1997 году.
- Всеволожский мост (быв. Лупповский мост № 8а) — между домом № 24 по Братской улице и домом № 7 по Всеволожской улице.
- Камышинский мост (быв. 8-й Лупповский) — по Камышинской улице.
- Рябовский мост по Рябовскому шоссе. Длина — 35,5 м, ширина — 3,1 м. Построен в 1975—1980 гг. по проекту инженера Б. Э. Дворкина. Автодорожный однопролётный консольного типа мост косой в плане. Пролётное строение состоит из 36 двутавровых железобетонных балок, монолитно объединённых с устоями. Устои железобетонные на железобетонном свайном основании, окружены подпорными стенками. Лестничные спуски имеют металлические ограждения с гранитными тумбами. В 2007—2008 годах в процессе расширения Рябовского шоссе мост был расширен до двух полос для движения в каждую сторону.
- Андреевский мост (быв. 5-й Лупповский) — по Андреевской улице.
- Жерновский мост (быв. 2-й Лупповский) — в начале 2-й Жерновской улицы[уточнить]
- Колтушский мост (быв. 1-й Лупповский, также мост Коммуны). Длина — 34,0 м, ширина 16,6 м. Расположен по оси улицы Коммуны через Луппу. Современное наименование дано по старому названию улицы Коммуны — Колтушское шоссе. С начала XX в. здесь существовал деревянный мост. В 1962 году по проекту инженера А. Д. Гутцайта деревянный мост заменён однопролётным балочным железобетонным. Ограждения чугунные с гранитными тумбами. Реконструирован и расширен в 2008 году.
- Лупповский мост (быв. Лупповский мост № 1б) — в конце Ильинской слободы.
- Малый Ильинский мост (быв. Лупповский мост № 1а). Большой Ильинский мост перекинут через реку Охту.

## Рыболовство
В реке водятся налим, щука, окунь, плотва, верховка, карась, ёрш, в верховьях пескарь и голец. Рыбные запасы незначительны. Популярностью пользуется только ловля щуки.

## Данные водного реестра
По данным государственного водного реестра России относится к Балтийскому бассейновому округу, водохозяйственный участок реки — Нева, речной подбассейн реки — Нева и реки бассейна Ладожского озера (без подбассейна Свирь и Волхов, российская часть бассейнов). Относится к речному бассейну реки Нева (включая бассейны рек Онежского и Ладожского озера).
Код объекта в государственном водном реестре — 01040300412102000009063.